# Alchemilla grandiceps
Alchemilla grandiceps é uma espécie de rosácea do gênero Alchemilla, pertencente à família Rosaceae.